# Rakowicki temető
A Rakowicki temető, korábbi nevén Városi temető (lengyelül: Cmentarz Rakowicki, illetve Cmentarz Miejski) 1803-ban megnyitott temetkezési hely Krakkóban. Az egykori Óvárosban (Stare Miasto) létesítették, amit az tett szükségessé, hogy a megszálló osztrák hatóság felszámoltatta a Régi Mária temető. Nevét a mellette futó Rakowicka utcától nyerte, ami a 2 km-re lévő Rakowice faluba vezetett. Területe napjainkban 42 hektár. Számos jeles krakkóit temettek ide, köztük Szent II. János Pál pápa szüleit és testvérét.

## Története
A kezdetben 5,6 hektáros sírkertet 1803-ban nyitották meg, az előkészítő munkák 1800 és 1802 között folytak. Területét az egykori Prądnik Czerwony falu határában, a Bosacki majorságnál jelölték ki. Létesítését II. József császár egy 1784-ben kiadott pátense tette szükségessé. Ez tilalmazta a városközpontokban lévő templomkertekbe való további temetkezést. A temetőt a megszálló osztrák hatóságok hamarosan 10 holddal bővítették. A földet a szomszédos karmelitáktól vásárolták 1150 osztrák aranyért. A fenntartás költségeit Krakkó és azok a környező települések viselték, amelyeknek jogukban állt itt temetkezni. Ezek a következők voltak: Rakowice, Prądnik Biały, Prądnik Czerwony, Olsza, Grzegórzki, Piaski, Bronowice Wielkie, Bronowice Małe, Czarna Wieś, Nowa Wieś, Krowodrza, Kawiory.
Az első temetésre 1803 januárjában került sor. A 18 éves Apolonia Lubowieckich Bursikowát búcsúztatták, aki 1803. január 15-én halt meg.
A temető eztán folyamatosan bővült és gyarapodott. 1807-ben épült egy kút, 1812-ben pedig egy tekintélyes keresztet állítottak fel közadakozásból. 1836-ban további 10 hold földterületet vásároltak meg 5000 aranyért a karmelitáktól, amit 1840. november 2-án szenteltek be. 1839-ben Karol Roman Kremer építész tervei alapján parkot létesítettek és falkerítést emeltek, melyet a Mindenszentek templom bontásakor kinyert anyagból húztak fel. 1863-ban a város több, mint 5 hold méretű telket vásárolt a szomszédoktól, részben ismét a karmelita rendtől, részben Walery Rzewuski földtulajdonostól. 1866 szeptemberében szentelték fel az új részt, és egy járvány miatt a temetkezések azonnal meg is kezdődtek itt. További bővítésre 1886 őszén került sor, amikor 15 holddal gyarapodott a sírkert. Új főút épült, amelynek mentén többek között Jan Matejko festőt és Maciej Jakubowski gyermekorvost, a Jagelló Egyetem rektorát temették el. 1933 és 1934 folyamán ismét 15 hektáros bővítésre került, ekkor érte el a sírkert mai méretét.
A hatóságok 1856-ban új kápolna építésére adtak engedélyt. Az építést ismeretlen okból azonban csak 1861-ben tudták megkezdeni, és 1862-ben fejezték be. A Krisztus Király Feltámadása (Zmartwychwstania Chrystusa Króla) kápolna Anna és Ludwik Helcel gazdag krakkói polgárok adományából épült meg egy korábbi fatemplom helyén. 1877-ben irodaépületet és halottasházat is építettek Salomon Saare tervei szerint.
A temetőt 1976-ban műemléki nyilvántartásba vették.
1981-ben civil kezdeményezésként megalakult a Krakkói Polgári Városvédő Bizottság (Obywatelski Komitet Ratowania Krakowa), ami a városi temetők ápolásával, védelmével is foglalkozik. Éves jelentéseket készít a történelmi sírok állapotáról, és együttműködve több temető vezetőségével, illetve a hatóságokkal, gondoskodik az állaguk megóvásáról.
A Rakowicki temető fenntartásáról napjainkban a szomszédos katonai temetővel együtt gondoskodnak.

## Jelentősége
A nekropolisz Krakkó fontos temetkezési helye, ahol a város polgárai, köztük a kultúra és a tudományos élet neves alakjai, politikusok, a függetlenségi mozgalmak résztvevői és ismert családok tagjai találtak végső nyughelyet. Külön parcellákban nyugszanak a novemberi, a januári és a krakkói felkelés, az I. világháború, a lengyelországi hadjárat, a II. világháború és a Lengyel légió hősei, a nácizmus áldozatai és az 1945-ben elesett szovjet katonák.
Maga a temető jelentős történelmi és művészeti értéket megtestesítő műemlék. Számos síremlék neves alkotók – így Teofil Żebrawski, Feliks Księżarski, Sławomir Odrzywolski és Jakub Szczepkowski építészek, valamint Tadeusz Błotnicki, Wacław Szymanowski és Karol Hukan szobrászok – munkája.
A temető a Sandomierzből Tyniecbe vezető Kis-Lengyelországi Szent Jakab zarándokút mellett fekszik.

## Galéria

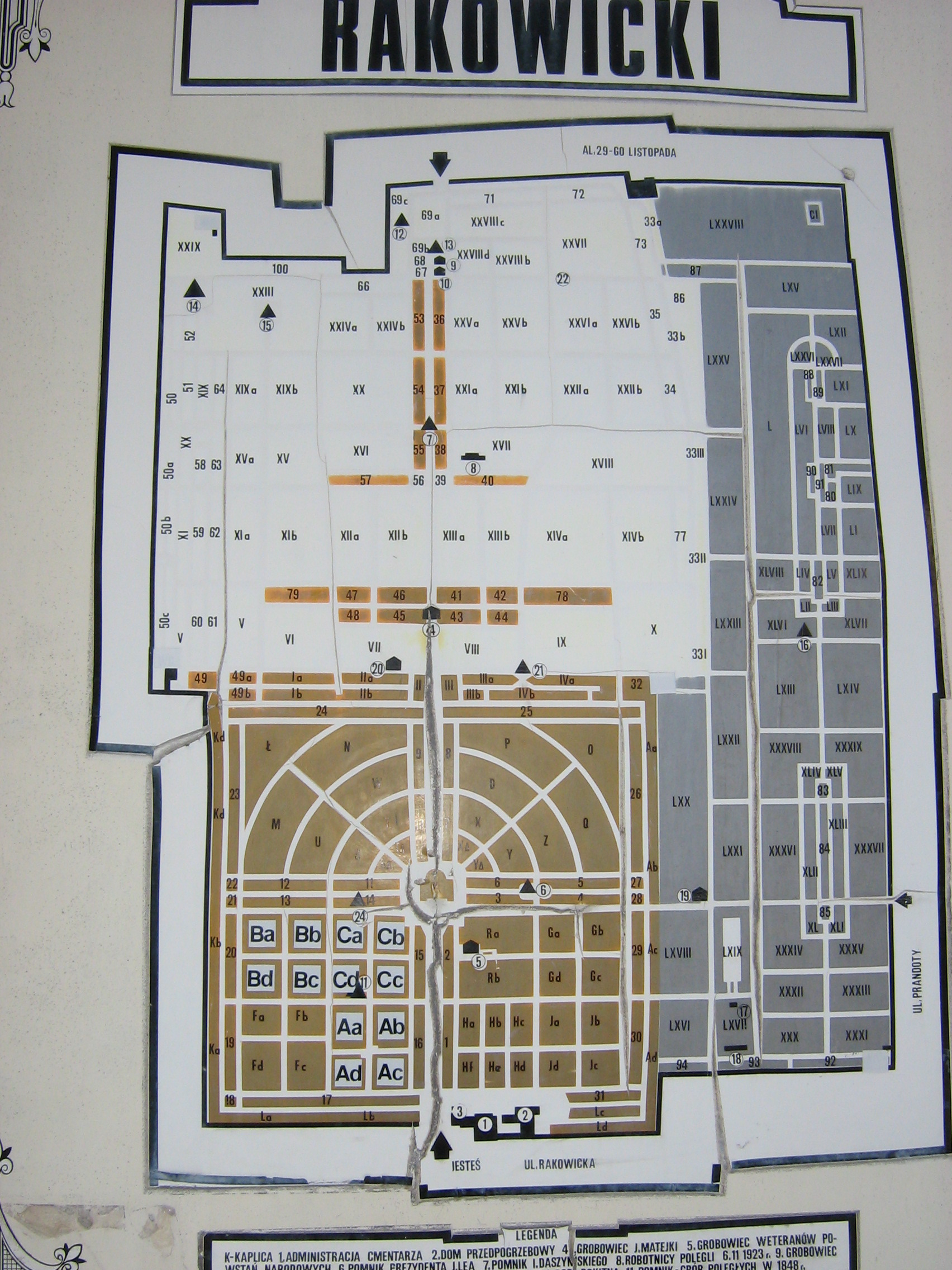
A temető térképen
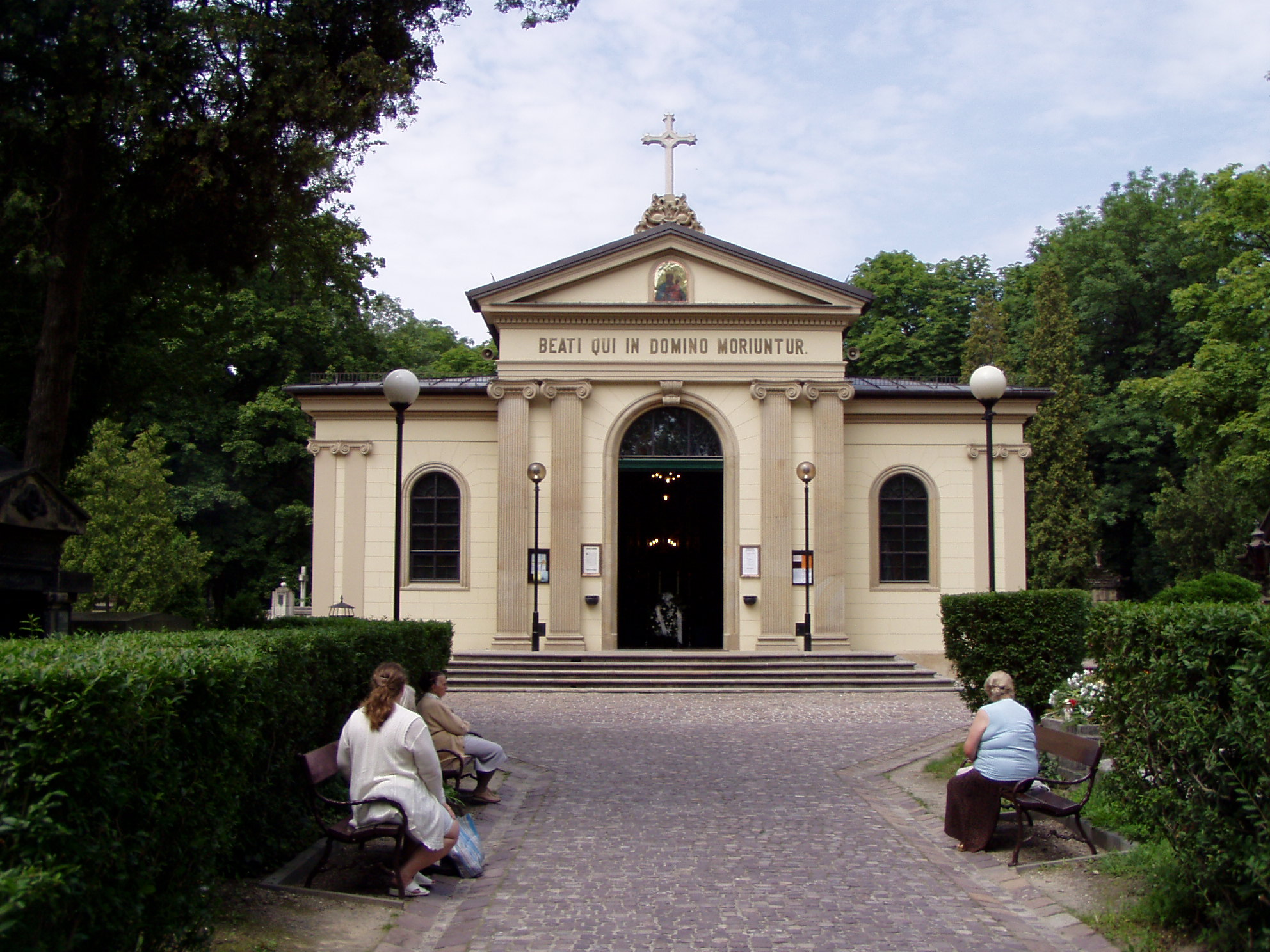
A Krisztus Király Feltámadása kápolna
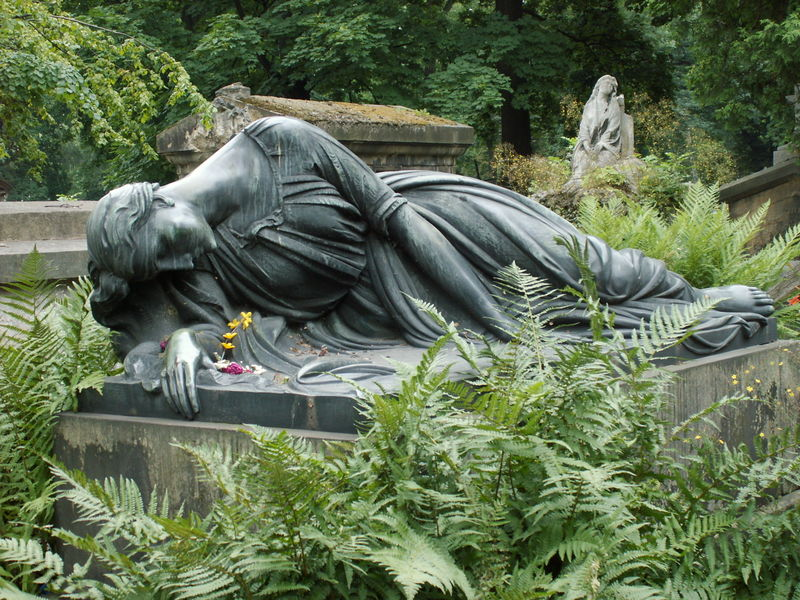
A Felter család síremléke Karol Hukan szobrával
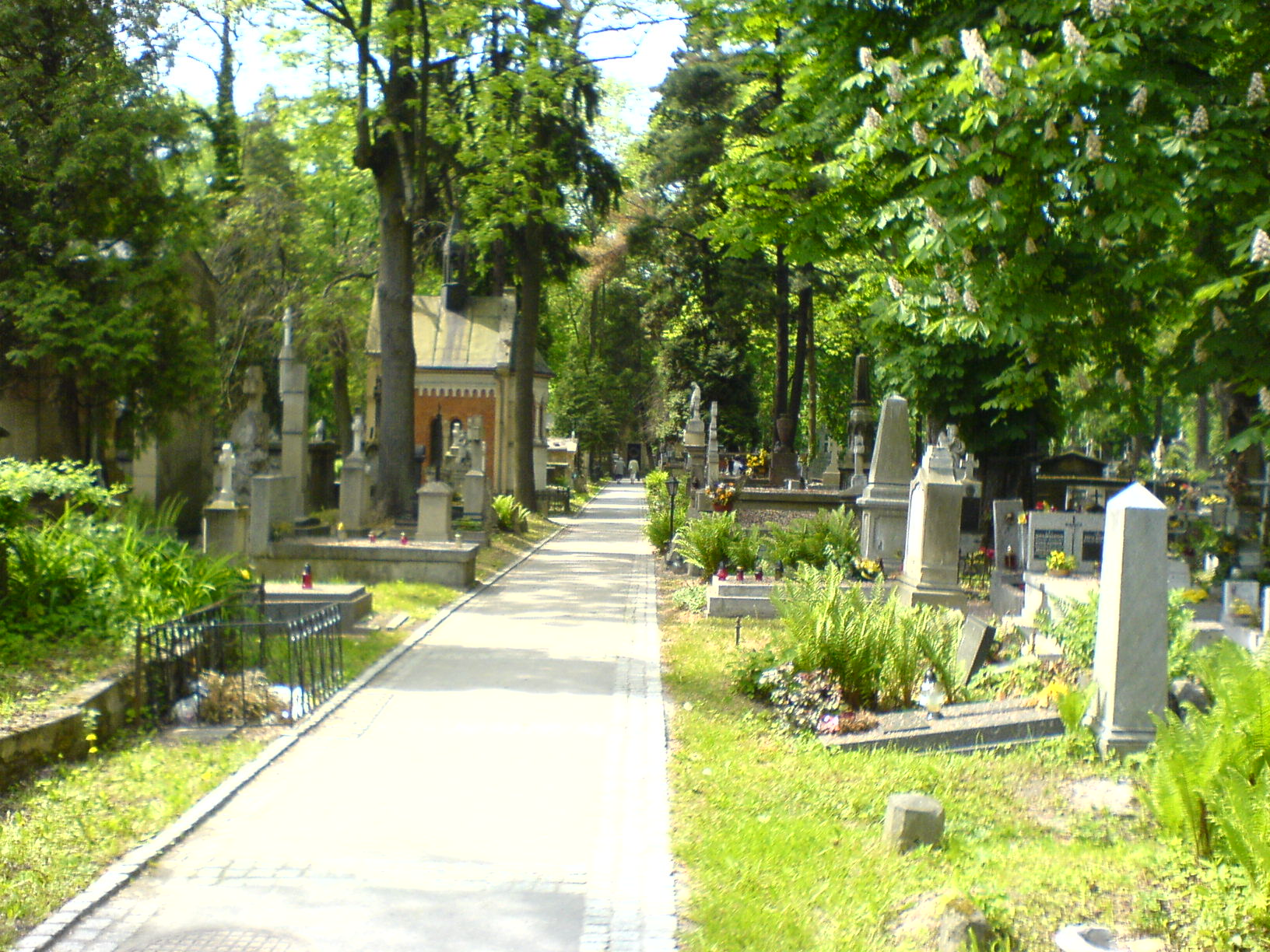
Sétány
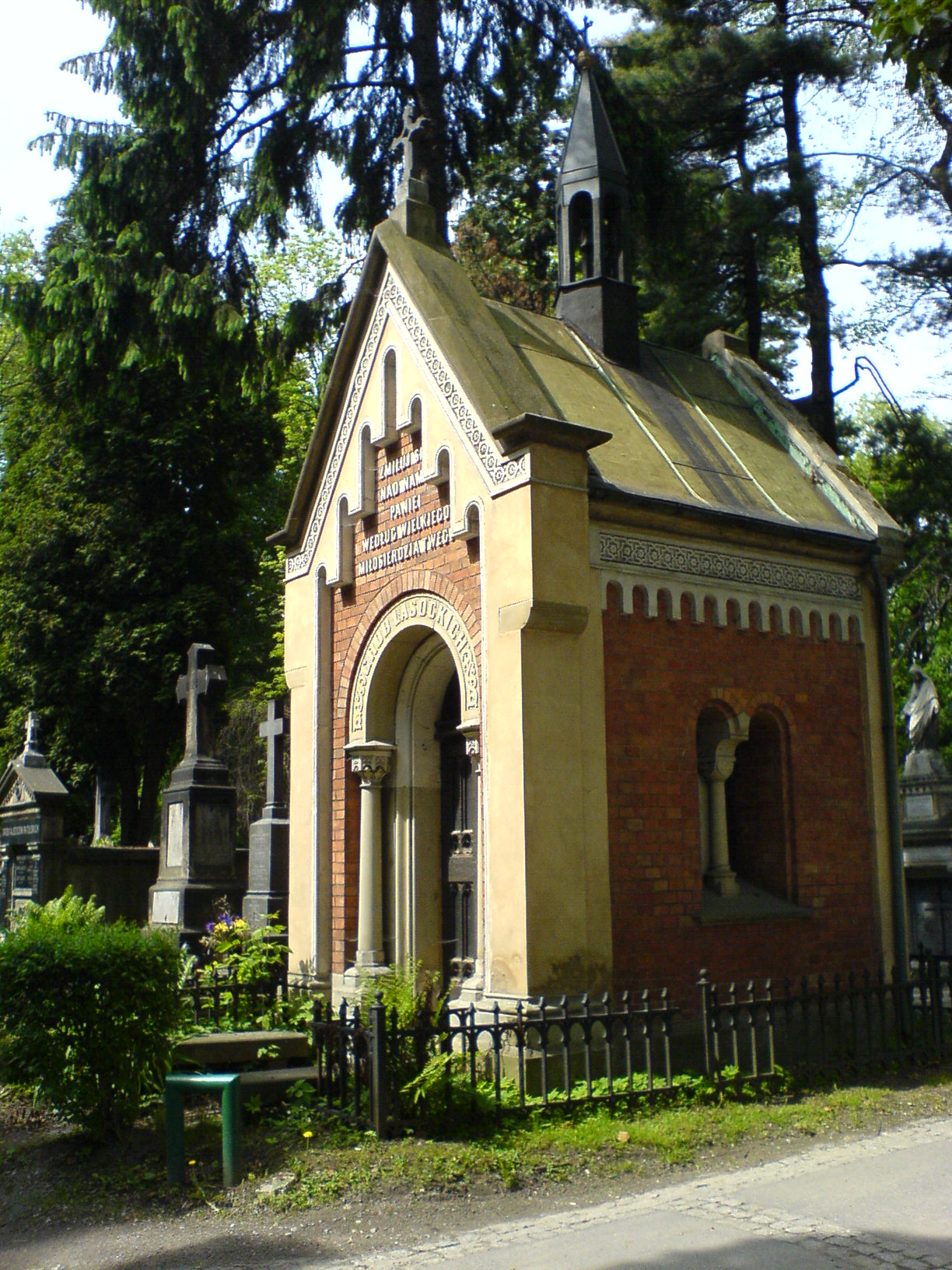
A Lasocki-sírbolt
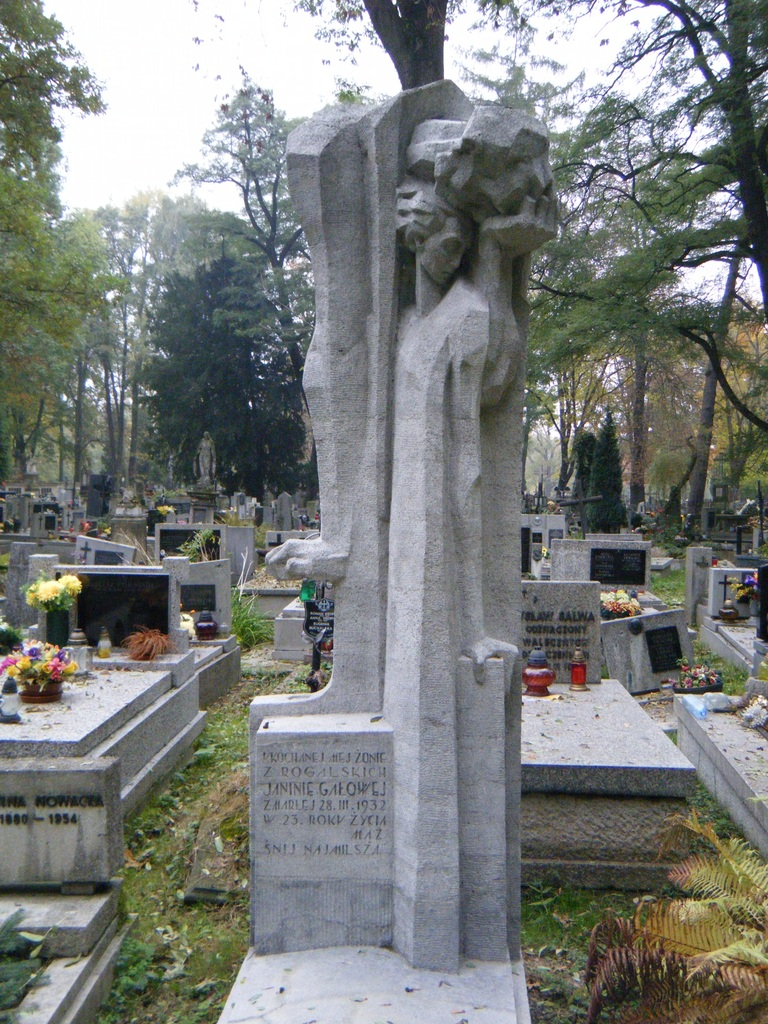
Janina Gałowa sírja Józef Gosławski szobrával
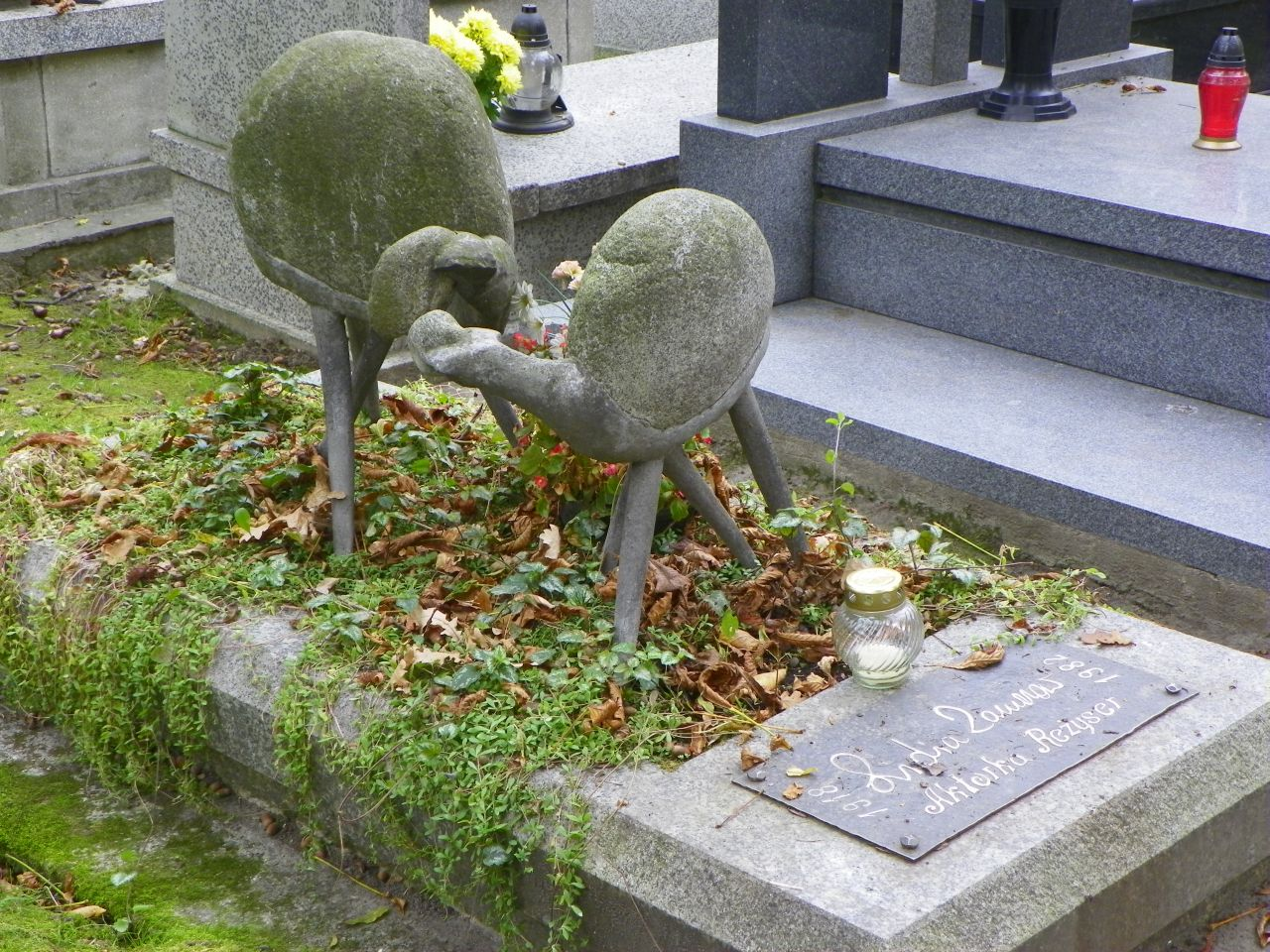
Lidia Zamkow nyughelye Bronisław Chromy szobrával
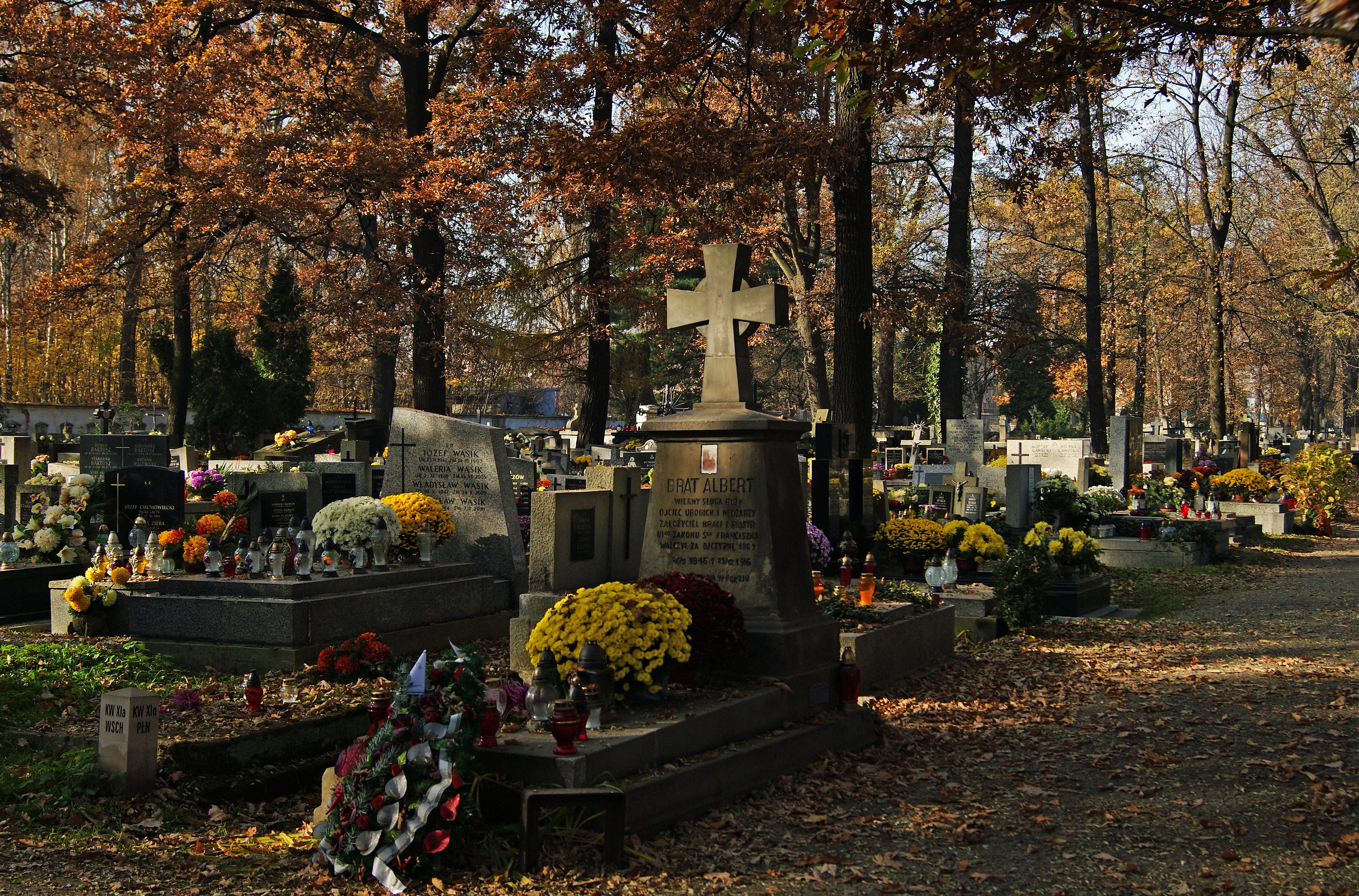
Albert testvér sírja
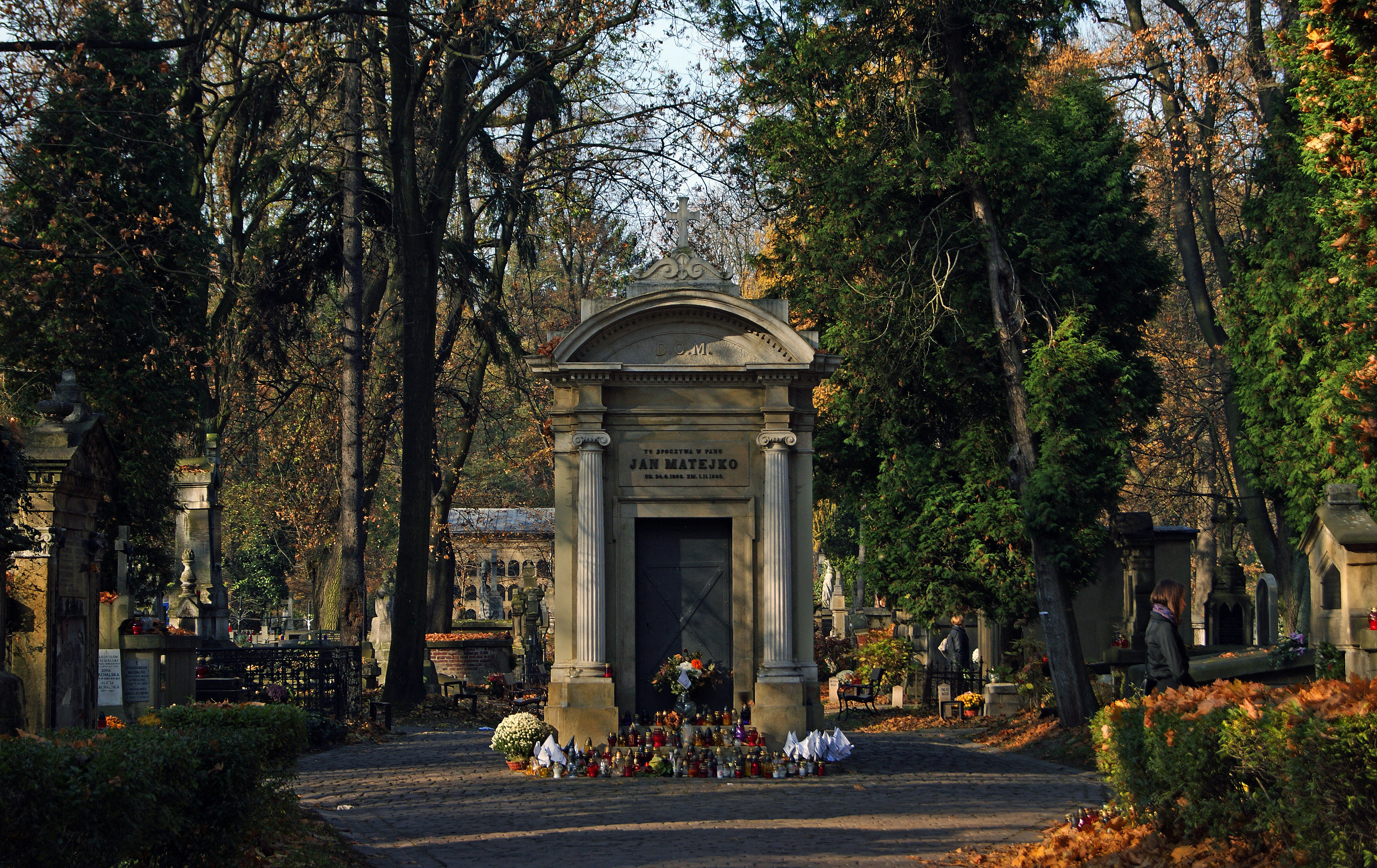
Jan Matejko síremléke a temető főútján

## Híres elhunytak
- Tadeusz Ajdukiewicz (1852–1916) festő
- Marek Gedl (1934–2014) régész
- Marek Grechuta (1945–2006) énekes, dalszerző
- Edward Madejski (1914–1996) labdarúgó
- Artur Malawski (1904–1957) zeneszerző, karmester
- Lucjan Malinowski (1839–1898) nyelvész, utazó
- Jan Matejko (1838–1893) festő
- Michał Matyas (1910–1975) válogatott labdarúgó, edző
- Helena Modrzejewska (1840–1909) lengyel-amerikai színésznő
- Maciej Słomczyński (1922–1998) író, forgatókönyvíró
- Stanisław Smolka (1854–1924) történész
- Wisława Szymborska (1923–2012) Nobel-díjas költőnő
- Karol és Emilia Wojtyła, valamint fiuk, Edmund Wojtyła

## Fordítás
- Ez a szócikk részben vagy egészben a Cmentarz Rakowicki című lengyel Wikipédia-szócikk ezen változatának fordításán alapul.  Az eredeti cikk szerkesztőit annak laptörténete sorolja fel. Ez a jelzés csupán a megfogalmazás eredetét és a szerzői jogokat jelzi, nem szolgál a cikkben szereplő információk forrásmegjelöléseként.